# Marta Maffucci
Marta Maffucci (Roma, 29 luglio 1958) è una scenografa italiana.

## Biografia
Marta Maffucci ha cominciato la sua carriera di scenografa nel 1986 con un cortometraggio spagnolo. Due anni dopo partecipa alla scenografia della miniserie televisiva Due fratelli, di Alberto Lattuada, e poi firma quella del film Caro diario (1993), per la regia di Nanni Moretti. Dopo, ha lavorato con molti registi tra cui Ferzan Özpetek, Gianpaolo Tescari e Daniele Vicari.
Nel 2011 partecipa alla fondazione della Scuola d'Arte Cinematografica Gian Maria Volonté di Roma, dove insegna scenografia.
È stata candidata per tre volte al David di Donatello nella categoria “migliore scenografo”: nel 2013 con Diaz, nel 2014 con Allacciate le cinture e nel 2023 con Il signore delle formiche.

## Filmografia

### Cinema
- El hombre de la multitud, regia di Chumilla-Carbajosa - cortometraggio (1986)
- Bangkok... solo andata, regia di Fabrizio Lori (1989)
- La cosa, regia di Nanni Moretti (1990)
- Caro diario, regia di Nanni Moretti (1993)
- La mia generazione, regia di Wilma Labate (1996)
- Auguri professore, regia di Riccardo Milani (1997)
- Aprile, regia di Nanni Moretti (1998)
- Domenica, regia di Wilma Labate (2001)
- Velocità massima, regia di Daniele Vicari (2002)
- L'orizzonte degli eventi, regia di Daniele Vicari (2005)
- Gli occhi dell'altro, regia di Gianpaolo Tescari (2005)
- Lezione ventuno, regia di Alessandro Baricco (2008)
- La cosa giusta, regia di Marco Campogiani (2009)
- Io sono con te, regia di Guido Chiesa (2010)
- Ruggine, regia di Daniele Gaglianone (2011)
- Diaz - Don't Clean Up This Blood, regia di Daniele Vicari (2012)
- Ci vediamo domani, regia di Andrea Zaccariello (2013)
- Allacciate le cinture, regia di Ferzan Özpetek (2014)
- Fratelli unici, regia di Alessio Maria Federici (2014)
- Ogni maledetto Natale, regia di Giacomo Ciarrapico, Mattia Torre e Luca Vendruscolo (2014)
- Il colore nascosto delle cose, regia di Silvio Soldini (2017)
- Ride, regia di Valerio Mastandrea (2018)
- Momenti di trascurabile felicità, regia di Daniele Luchetti (2019)
- Corro da te, regia di Riccardo Milani (2022)
- Il signore delle formiche, regia di Gianni Amelio (2022)
- Superluna, regia di Federico Bondi (2023)

### Televisione
- Il caso Fenaroli, regia di Gianpaolo Tescari – film TV (1996)
- La vita che verrà, regia di Pasquale Pozzessere – miniserie TV (1999)
- Onora il padre, regia di Gianpaolo Tescari – miniserie TV (2001)
- Rebecca, la prima moglie, regia di Riccardo Milani – miniserie TV (2008)
- Lo smemorato di Collegno, regia di Maurizio Zaccaro – miniserie TV (2009)
- Terapia d'urgenza – serie TV, 18 episodi (2008-2009)
- Romeo e Giulietta, regia di Riccardo Donna – miniserie TV (2014)
- Dov'è Mario? – serie TV, 4 episodi (2016)
- La mafia uccide solo d'estate – serie TV, 24 episodi (2016-2018)
- Volevo fare la rockstar – serie TV, 12 episodi (2019)
- Belcanto, regia di Carmine Elia – serie TV (2025)